# Majdouline
Majdouline (en arabe : ماجدولين) est un prénom gréco-arabe, peut-être issu de termes associés à la grâce et à la beauté. Majdouline semble être à l'origine une contraction de Majd signifiant la gloire, et lind faisant référence à la tendresse ou douceur à partir d'une racine germanique.   
Ce prénom est très rare et très poétique. Majdouline est aussi une variante de Majda, signifiant noble et gracieuse. C'est aussi une variante de Madeleine, notamment sous la forme grecque Majdeline, et un diminutif slovène et croate de Marie-Madeleine. 
En outre, Majdouline est le titre d'un roman arabe rédigé par Moustapha Lutfi al-Manfaluti, traduction de Sous les tilleuls d'Alphonse Karr.  